# 嘉会
嘉会（かかい）は、雲南に興った後理国の段智興の時代に使用された元号。1181年 - 1184年。

## 西暦との対照表
| 嘉会 | 元年   | 2年    | 3年    | 4年    |
| 西暦 | 1181年 | 1182年 | 1183年 | 1184年 |
| 干支 | 辛丑   | 壬寅   | 癸卯   | 甲辰   |